# Каїрський тролейбус
Каїрський тролейбус — тролейбусна система у місті Каїр в Єгипті, що діяла з 1950 по 1981 рік.

## Історія
До початку 1950-х років 1950-х років в Каїрі на міських маршрутах використовувалися лише Трамвай трамваї і автобуси. У 1950-му році завдяки Бельгійській компанії Tramways du Caira S.A. у столиці Єгипту було організовано тролейбусний рух. Спочатку довжина лінії, що відкрилася, становила всього 1 кілометр. Однак згодом мережу було значно збільшено.

## Рухомий склад
Першими машинами, які обслуговували систему, були французькі Vetra серії TF. На початку 1960-і роки 1960-х років місто поповнилося 120 новими червоними тролейбусами Casaro Tubocar F45 на шасі Alfa Romeo. Пізніше було закуплено 40 тролейбусів Tubocar на шасі Lancia Esatau 116.

## Маршрути
Тролейбусна мережа Каїра була трикутником від лівого берега Ніла між Гізою і мостом Zamalek. Кількість маршрутів у період максимального розвитку тролейбусної мережі сягала 10. Мінімальна довжина маршруту становила 5,9 кілометра, максимальна сягала 12. Загальна довжина контактної мережі становила близько 27 кілометрів (1973 рік).

## Закриття системи
У 1970-х роках у Каїрі спостерігалося феноменальне зростання кількості автомобілів. Хаотичний рух транспорту, велика кількість дешевих таксі та возів з верблюдами та ішаками ускладнювали рух та маневровність тролейбусів. До кінця 1970-х років тролейбус перестав приносити керівництву міста прибуток, Каїр заполонили маршрутки. Остаточно рух було закрито 22 жовтня 1981 року.